# لوسیانو کابرال
لوسیانو کابرال (انگلیسی: Luciano Cabral؛ زادهٔ ۲۶ آوریل ۱۹۹۵) بازیکن فوتبال اهل آرژانتین است.
از باشگاه‌هایی که در آن بازی کرده‌است می‌توان به باشگاه فوتبال آرژانتینوس جونیورز اشاره کرد.
وی همچنین در تیم ملی فوتبال زیر ۲۰ سال شیلی بازی کرده‌است.